# Halina Imroth

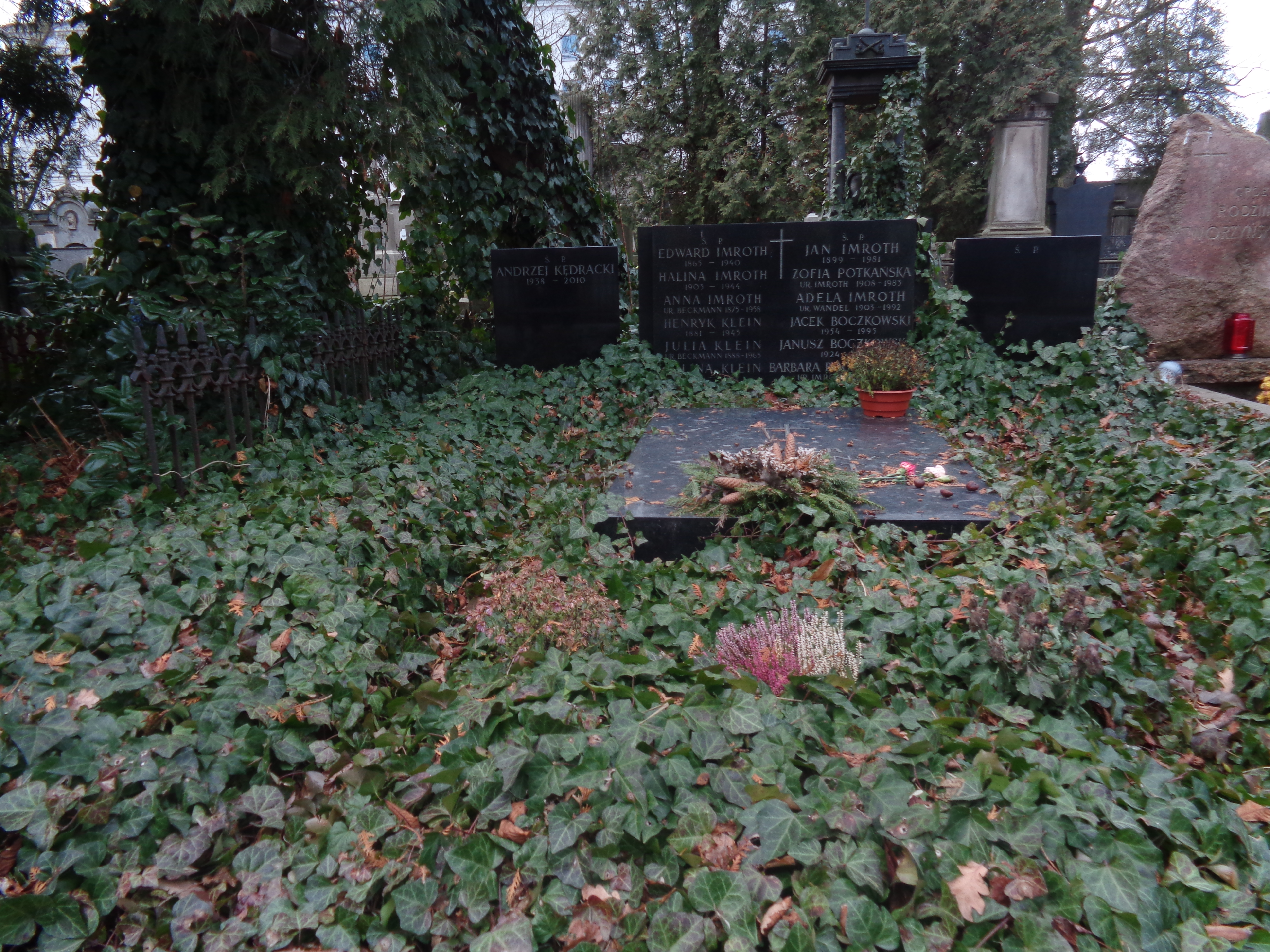
Grób Haliny Imroth na Cmentarzu ewangelicko-augsburskim

Halina Imroth (znana również jako Halina Imrothówna) (ur. 25 maja 1903, zm. 3 sierpnia 1944 w Warszawie) – polska architekt wnętrz, projektantka.
W 1925 rozpoczęła studia w warszawskiej w Szkole Sztuk Pięknych, uczyła się pod kierunkiem .in. prof. Józefa Czajkowskiego i Stanisława Noakowskiego. Po jej ukończeniu została członkiem Spółdzielni Artystów ŁAD, zajmowała się projektowaniem wnętrz i ich pełnego wyposażenia. Projektowała meble i tkaniny m.in. kilimy i gobeliny, które wystawiała m.in. w Instytucie Propagandy Sztuki. Zginęła rozstrzelana przez Gestapo podczas Powstania warszawskiego, spoczywa na Cmentarzu Ewangelicko-Augsburskim (kw. 5-37).